# Mosteiros (Arronches)
Mosteiros es una freguesia portuguesa del concelho de Arronches, con 52,87 km² de superficie y 449 habitantes (2001). Su densidad de población es de 8,5 hab/km².